# La Boqueria
La Boqueria (eller Mercat de Sant Josep de la Boqueria) er et stort marked i Barcelona,  Katalonien,  Spanien. Det er en af byens største turistattraktioner og ligger ud til byens kendte gågade La Rambla.

## Historie
Første gang La Boquria bliver nævnt er i 1217, hvor skilte med kødsalg blev opsat ved porten til den gamle bymur. Fra december 1470 og frem var stedet et marked, hvor man solgte svin. På det tidspunkt var markedet kendt som Mecat Bornet. Senere og indtil 1794 hed stedet Mercat de La Palla.
I starten havde markedet ingen officiel status og man betragtede det mere som en forlængelse af Plaça Nova-markedet. Senere besluttede myndighederne at opføre et separat marked ved La Rambla.
41°22′55″N 2°10′20″Ø / 41.38194°N 2.17211°Ø